# 실증적 연구

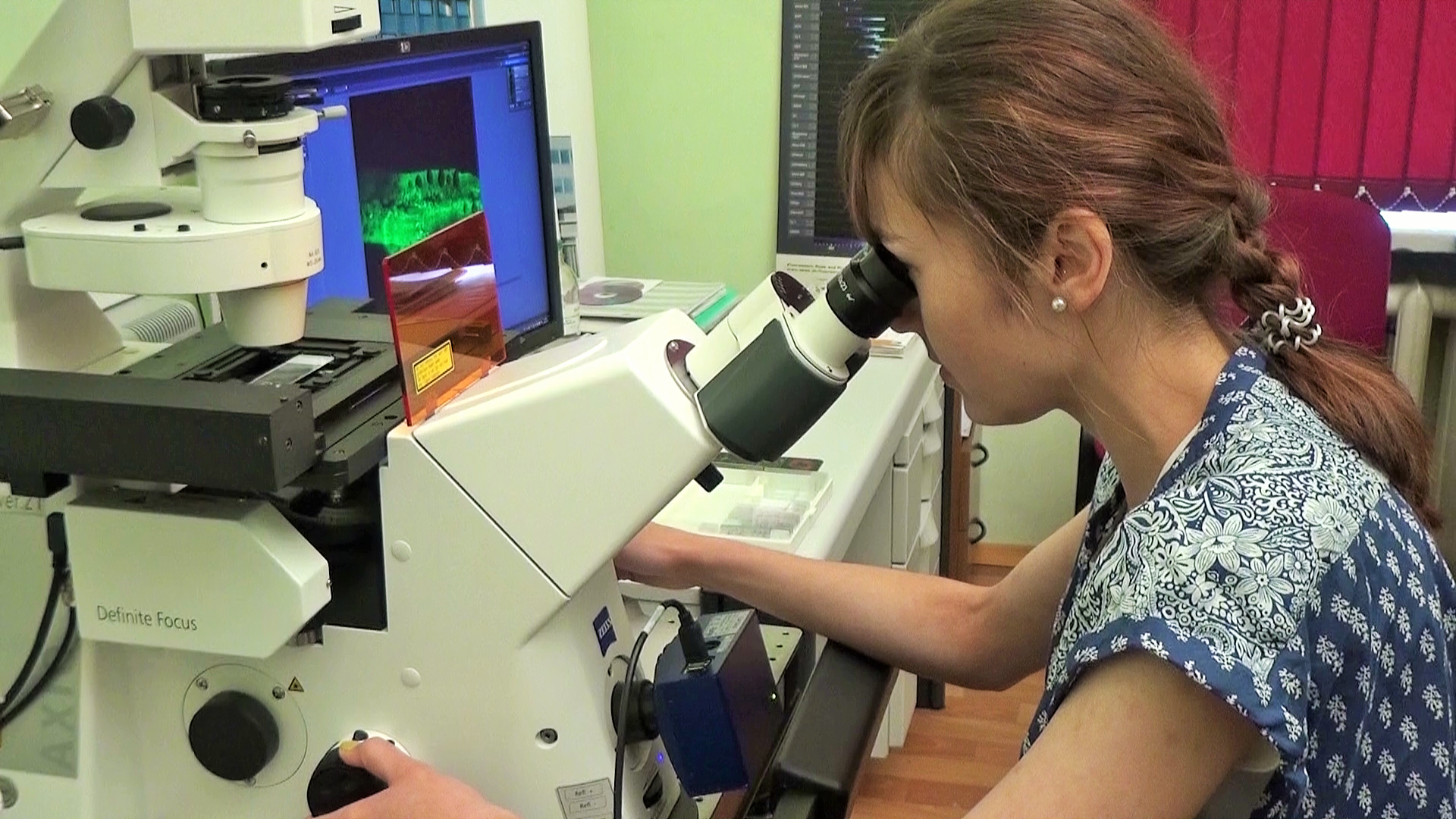
한 과학자가 자신의 연구를 위해 자료를 수집하고 있다.

실증적 연구, 실증 연구, 실증 조사, 경험적 연구(empirical research)는 경험적 증거를 이용한 연구이다. 또한 직간접적인 관측이나 경험을 통해 지식을 얻는 방법이기도 하다. 경험주의는 일부 연구를 다른 종류보다 더 중요하게 생각한다. 경험적 증거(직접 관찰이나 경험에 대한 기록)는 정량적으로나 정성적으로 분석될 수 있다. 증거를 정량화하거나 질적 형태로 이해함으로써 연구자는 수집된 증거(보통 자료라고 함)를 통해 명확하게 정의되고 대답할 수 있는 경험적 질문에 답할 수 있다. 연구 설계는 분야와 조사 대상 질문에 따라 다르다. 많은 연구자들은 실험실 환경, 특히 사회과학과 교육 분야에서 연구할 수 없는 질문에 더 나은 답을 얻기 위해 정성적 및 정량적 형태의 분석을 결합한다.
일부 분야에서 정량적 연구는 실험을 통해 테스트되는 연구 질문(예: "단어 목록을 학습하는 동안 성악을 듣는 것이 나중에 이 단어에 대한 기억에 영향을 미칩니까?")으로 시작될 수 있다. 일반적으로 연구자는 조사 중인 주제에 관해 특정 이론을 가지고 있다. 이 이론을 바탕으로 진술이나 가설이 제안된다(예: "성악을 듣는 것은 단어 목록 학습에 부정적인 영향을 미친다."). 이러한 가설로부터 특정 사건에 대한 예측이 도출된다(예: "성악을 들으면서 단어 목록을 연구하는 사람들은 조용히 단어 목록을 연구하는 사람들보다 나중에 기억력 테스트에서 더 적은 단어를 기억할 것이다."). 그런 다음 적절한 실험을 통해 이러한 예측을 테스트할 수 있다. 실험 결과에 따라 가설과 예측의 기반이 된 이론이 뒷받침될 수도 있고 그렇지 않을 수도 있으며, 수정 후 추가 테스트를 거쳐야 할 수도 있다.

## 같이 보기
- 사례 연구
- 사실
- 현장 조사
- 과학적 방법